# Бунъан
Бунъан (яп. 文安 бунъан, буннан) — девиз правления (нэнго) японского императора Го-Ханадзоно, использовавшийся с 1444 по 1449 год .

## Продолжительность
Начало и конец эры:
- 5-й день 2-й луны 4-го года Какицу (по юлианскому календарю — 23 февраля 1444);
- 28-й день 7-й луны 6-го года Бунъан (по юлианскому календарю — 16 августа 1449).

## Происхождение
Название нэнго было заимствовано:
- из 58-го цзюаня «Истории Династии Цзинь» (кит. упр. 晋书, пиньинь Jìn shū, палл. Цзинь Шу):「尊文安漢社稷」[4][7];
- из Шу цзин:「放勲欽明文思安安」[4].

## События
даты по юлианскому календарю
- 1444 год (1-я луна 1-го года Бунъан) — Асикага Ёсинари впервые посетил канрэя Хатакэяму Мотокуни; с целью охраны высочайшего гостя вдоль дорог были выставлены посты охраны[8];
- 1444 год (4-я луна 1-го года Бунъан) — Бунт кодзи годов Бунъан (яп. 文安の麹騒動 бунъан но ко:дзи со: до:) — жители столицы взбунтовались, требуя от властей исключительного права продавать рисовый солод кодзи (яп. 麹). Толпа собралась в храме Китано Тэммангу. На подавление восстания были стянуты войска, но мятежники разбежались, нанеся разрушение Западному Киото[8];
- 1444 год (8-я луна 1-го года Бунъан) — было найдено одно из трёх священных сокровищ — подвески из драгоценных камней (были украдены в 23-й день 9-й луны 3-го года Какицу)[8];
- 1445 год (11-я луна 2-го года Бунъан) — в возрасте 48 лет скончался кампаку Нидзё Мотимото. Основными претендентами на должность стали Коноэ Фусацугу и Итидзё Канэёси. Император, после совещания с канрэем Мотокуни, решил назначить на должность кампаку Фусацугу. В то же самое время дайнагон Фудзивара Токифуса получает место найдайдзина[8];
- 1445 год (11-я луна 2-го года Бунъан) — на место канрэя был назначен 12-летний Хосокава Кацумото[8];
- 1446 год (11-я луна 3-го года Бунъан) — кампаку Коноэ Фусацугу попросил императора освободить его от обязанностей садайдзина; новым садайдзином стал занимавший до того пост удайдзина Такакаса Фусахира; на место удайдзина стал дайнагон Нидзё Мотимити[9];
- 1446 год (11-я луна 3-го года Бунъан) — Асикага Ёсинари получил от императора подтверждение на изменение своего имени на Асикага Ёсимаса[9];
- 1447 год (11-я луна 4-го года Бунъан) — Ёсинари тренируется в стрельбе из лука[10];
- 1448 год (5-й год Бунъан) — император посетил дом своего отца; на протяжении всего пути процессию охраняли войска Хосокавы Кацумото[10];

## Сравнительная таблица
Ниже представлена таблица соответствия японского традиционного и европейского летосчисления. В скобках к номеру года японской эры указано название соответствующего года из 60-летнего цикла китайской системы гань-чжи. Японские месяцы традиционно названы лунами.
| 1-й год Бунъан (Деревянная Крыса) | 1-я луна       | 2-я луна   | 3-я луна*               | 4-я луна  | 5-я луна* | 6-я луна  | 6-я луна (високосная) * | 7-я луна*  | 8-я луна    | 9-я луна*  | 10-я луна                | 11-я луна* | 12-я луна      |
| --------------------------------- | -------------- | ---------- | ----------------------- | --------- | --------- | --------- | ----------------------- | ---------- | ----------- | ---------- | ------------------------ | ---------- | -------------- |
| Юлианский календарь               | 20 января 1444 | 19 февраля | 20 марта                | 18 апреля | 18 мая    | 16 июня   | 16 июля                 | 14 августа | 12 сентября | 12 октября | 10 ноября                | 10 декабря | 8 января 1445  |
| 2-й год Бунъан (Деревянный Бык)   | 1-я луна       | 2-я луна   | 3-я луна*               | 4-я луна  | 5-я луна* | 6-я луна  | 7-я луна*               | 8-я луна*  | 9-я луна    | 10-я луна* | 11-я луна                | 12-я луна* |                |
| Юлианский календарь               | 7 февраля 1445 | 9 марта    | 8 апреля                | 7 мая     | 6 июня    | 5 июля    | 4 августа               | 2 сентября | 1 октября   | 31 октября | 29 ноября                | 29 декабря |                |
| 3-й год Бунъан (Огненный Тигр)    | 1-я луна       | 2-я луна   | 3-я луна*               | 4-я луна  | 5-я луна  | 6-я луна* | 7-я луна                | 8-я луна*  | 9-я луна*   | 10-я луна  | 11-я луна*               | 12-я луна  |                |
| Юлианский календарь               | 27 января 1446 | 26 февраля | 28 марта                | 26 апреля | 26 мая    | 25 июня   | 24 июля                 | 23 августа | 21 сентября | 20 октября | 19 ноября                | 18 декабря |                |
| 4-й год Бунъан (Огненный Кролик)  | 1-я луна*      | 2-я луна   | 2-я луна (високосная) * | 3-я луна  | 4-я луна  | 5-я луна* | 6-я луна                | 7-я луна*  | 8-я луна    | 9-я луна   | 10-я луна*               | 11-я луна  | 12-я луна*     |
| Юлианский календарь               | 17 января 1447 | 15 февраля | 17 марта                | 15 апреля | 15 мая    | 14 июня   | 13 июля                 | 12 августа | 10 сентября | 10 октября | 9 ноября                 | 8 декабря  | 7 января 1448  |
| 5-й год Бунъан (Земляной Дракон)  | 1-я луна*      | 2-я луна   | 3-я луна*               | 4-я луна  | 5-я луна* | 6-я луна  | 7-я луна                | 8-я луна*  | 9-я луна    | 10-я луна  | 11-я луна*               | 12-я луна  |                |
| Юлианский календарь               | 5 февраля 1448 | 5 марта    | 4 апреля                | 3 мая     | 2 июня    | 1 июля    | 31 июля                 | 30 августа | 28 сентября | 28 октября | 27 ноября                | 26 декабря |                |
| 6-й год Бунъан (Земляная Змея)    | 1-я луна*      | 2-я луна*  | 3-я луна                | 4-я луна* | 5-я луна  | 6-я луна* | 7-я луна                | 8-я луна*  | 9-я луна    | 10-я луна* | 10-я луна (високосная) * | 11-я луна  | 12-я луна      |
| Юлианский календарь               | 25 января 1449 | 23 февраля | 24 марта                | 23 апреля | 22 мая    | 21 июня   | 20 июля                 | 19 августа | 17 сентября | 17 октября | 15 ноября                | 14 декабря | 13 января 1450 |

* звёздочкой отмечены короткие месяцы (луны) продолжительностью 29 дней. Остальные месяцы длятся 30 дней.